# سنجاب دم‌باریک
سنجاب دم‌باریک (نام علمی: Protoxerus aubinnii) نام یک گونه از سرده سنجاب بزرگ آفریقایی است.